# Laage
 Laage város a Németország Mecklenburg-Elő-Pomeránia tartományában, az Amt Laage-hoz tárózik. 
Rostock, Güstrow és Teterow között fekszik a város.

## Városrészek
Következik  városrészek léteznek: 
Alt Rossewitz, Breesen, Jahmen, Klein Lantow, Korleput, Kritzkow, Kronskamp, Liessow, Pinnow, Subzin, Schweez és Weitendorf.

## Története
Írott forrásban elsőként 1216 tűnik fel Lauena nevén. 
1309 (vagy 1271) település város lett és felvette a Laage nevet. 
A település harmincéves háborúban majdnem elpusztult.
1712-ben I. Péter orosz cár volt a városban. 
1814-ben Gebhard Leberecht von Blücher látogatta a várost.
A címert II. Frigyes Ferenc, Mecklenburg-Schwerin nagyhercege adományozta a városnak 1858. április 10-én és az 5. címerként jegyezték be Mecklenburgban.
1945. május 1-jén a Vörös Hadsereg érkezett Laageba. 1984-ben az NDK légiereje épített itt egy katonai repülőteret.

## Népesség
| év   | lakosság |
| ---- | -------- |
| 1637 | 5        |
| 1706 | 66       |
| 1756 | 513      |
| 1813 | 925      |
| 1818 | 1.158    |
| 1850 | 1.828    |
|      |          |

| év   | lakosság |
| ---- | -------- |
| 1885 | 2.345    |
| 1900 | 2.548    |
| 1939 | 2.924    |
| 1984 | 3.884    |
| 1990 | 6.295    |
| 2004 | 5.259    |
|      |          |

| Lakosok száma | 5385 | 5457 | 6396 | 6450 | 6549 | 6555 |
|               | 2013 | 2017 | 2019 | 2021 | 2022 | 2023 |

## Közlekedés
A város területén található a Rostock-Laage repülőtér.

## Turistalátványosságok
- A vŕosi templom
- Az újgótikus tanácsház
- A belváros

## Galléira

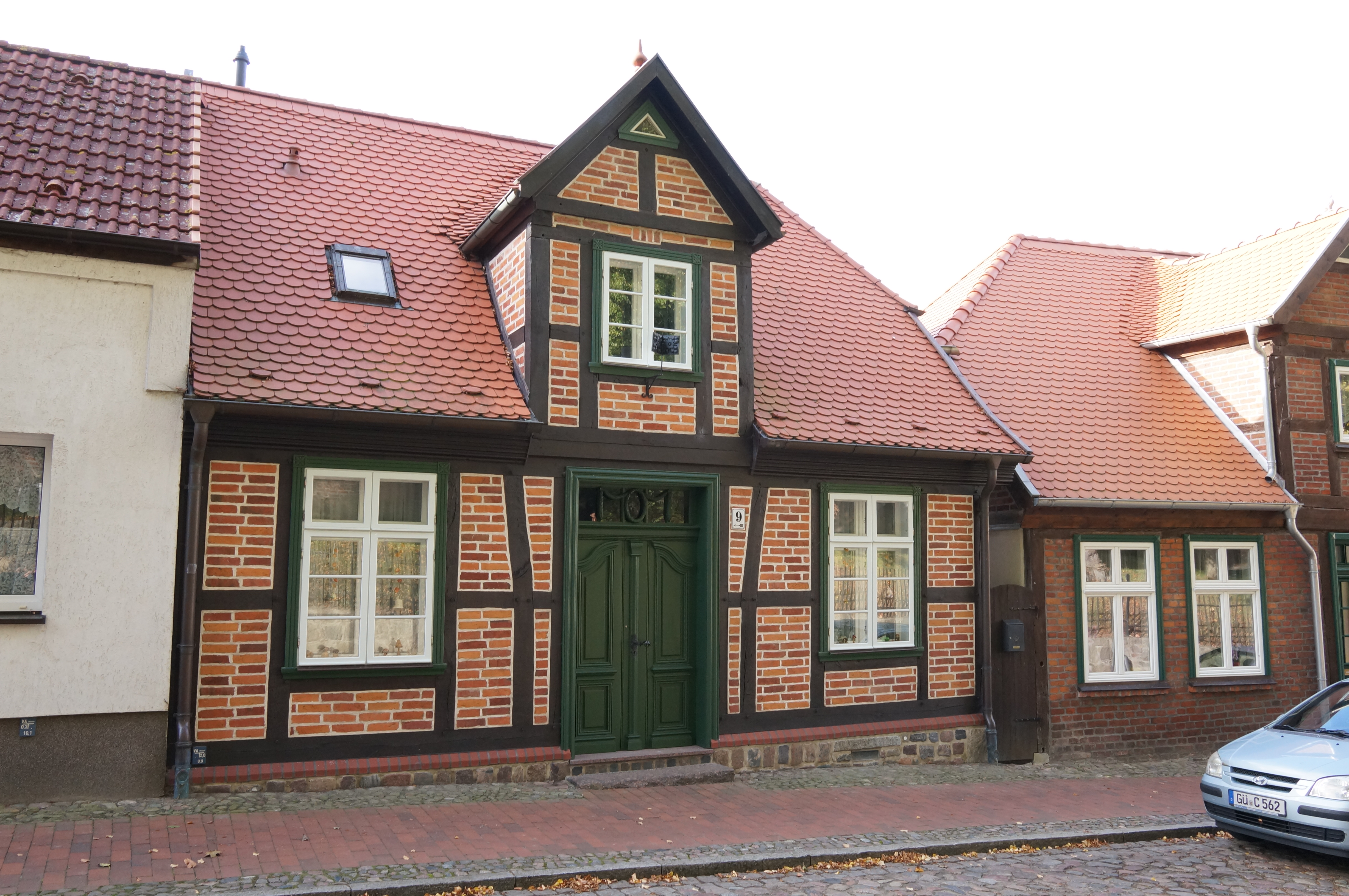
A belváros
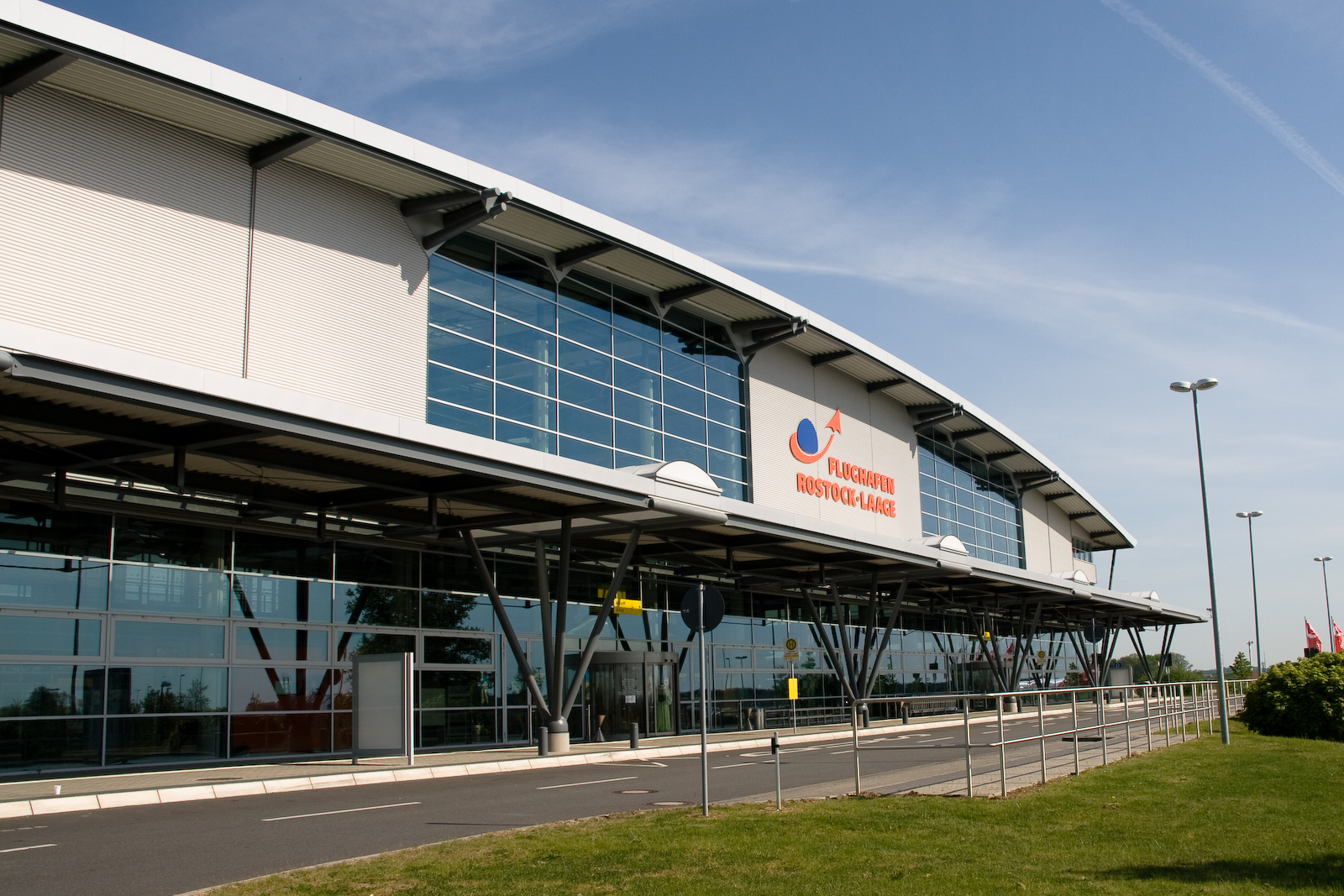
A repülőtér
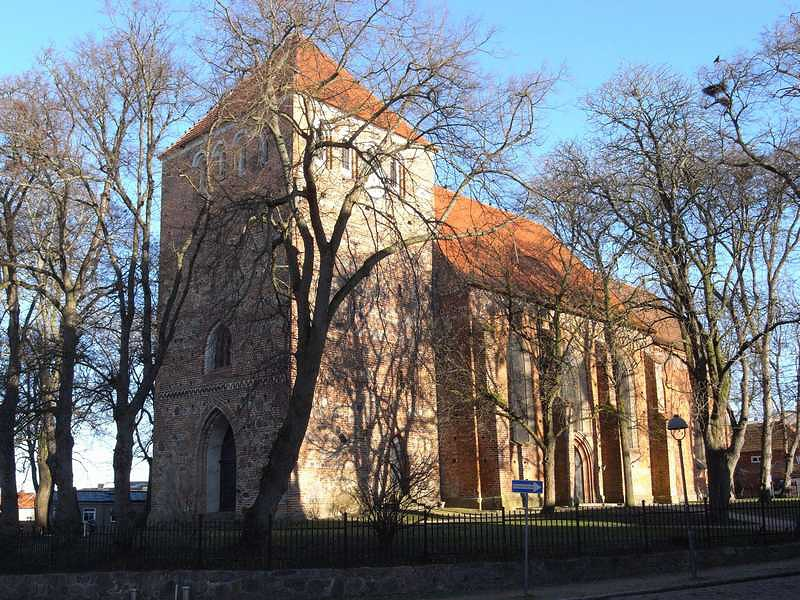
A városi templom
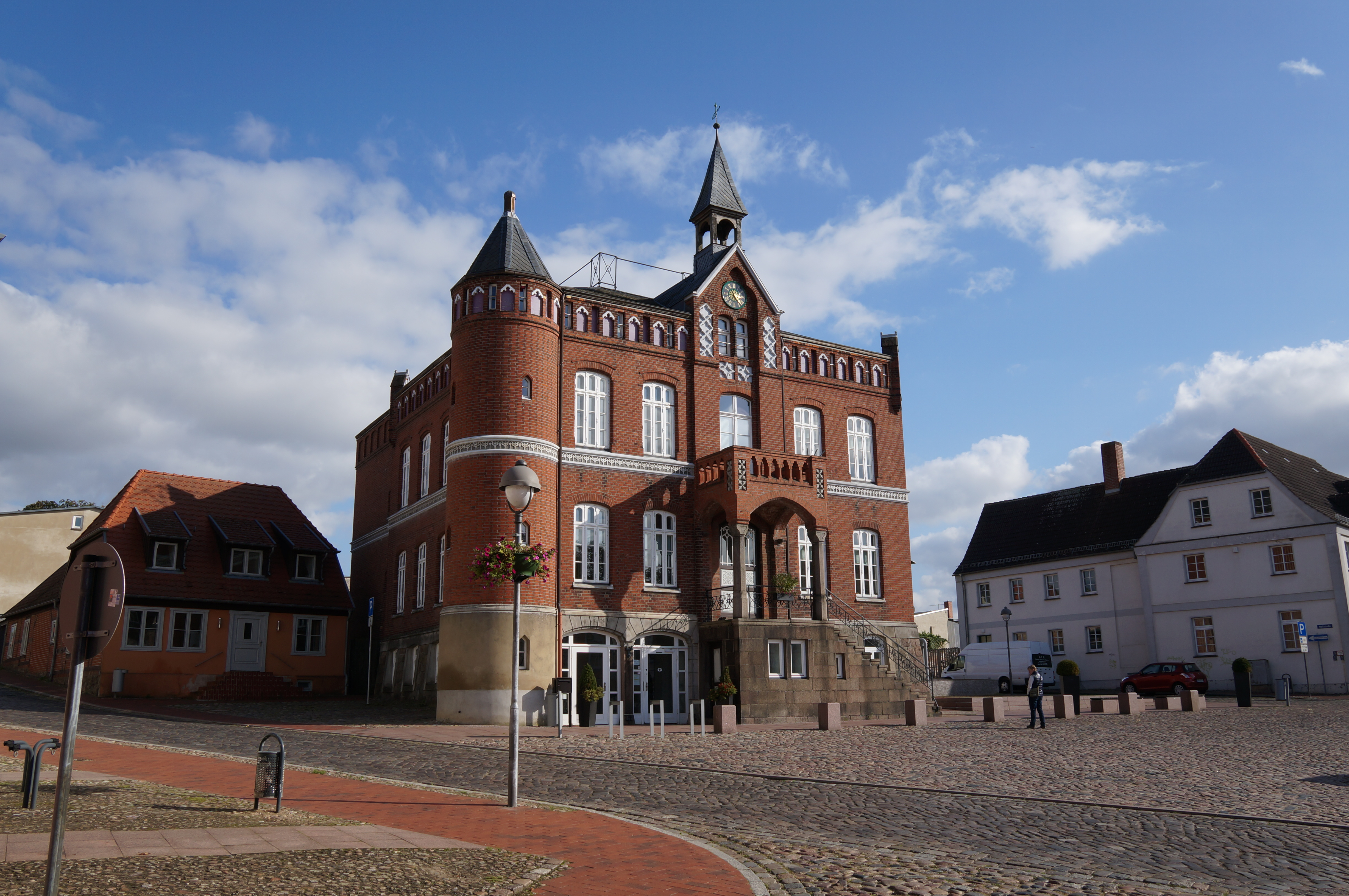
Az újgótikus tanácsház
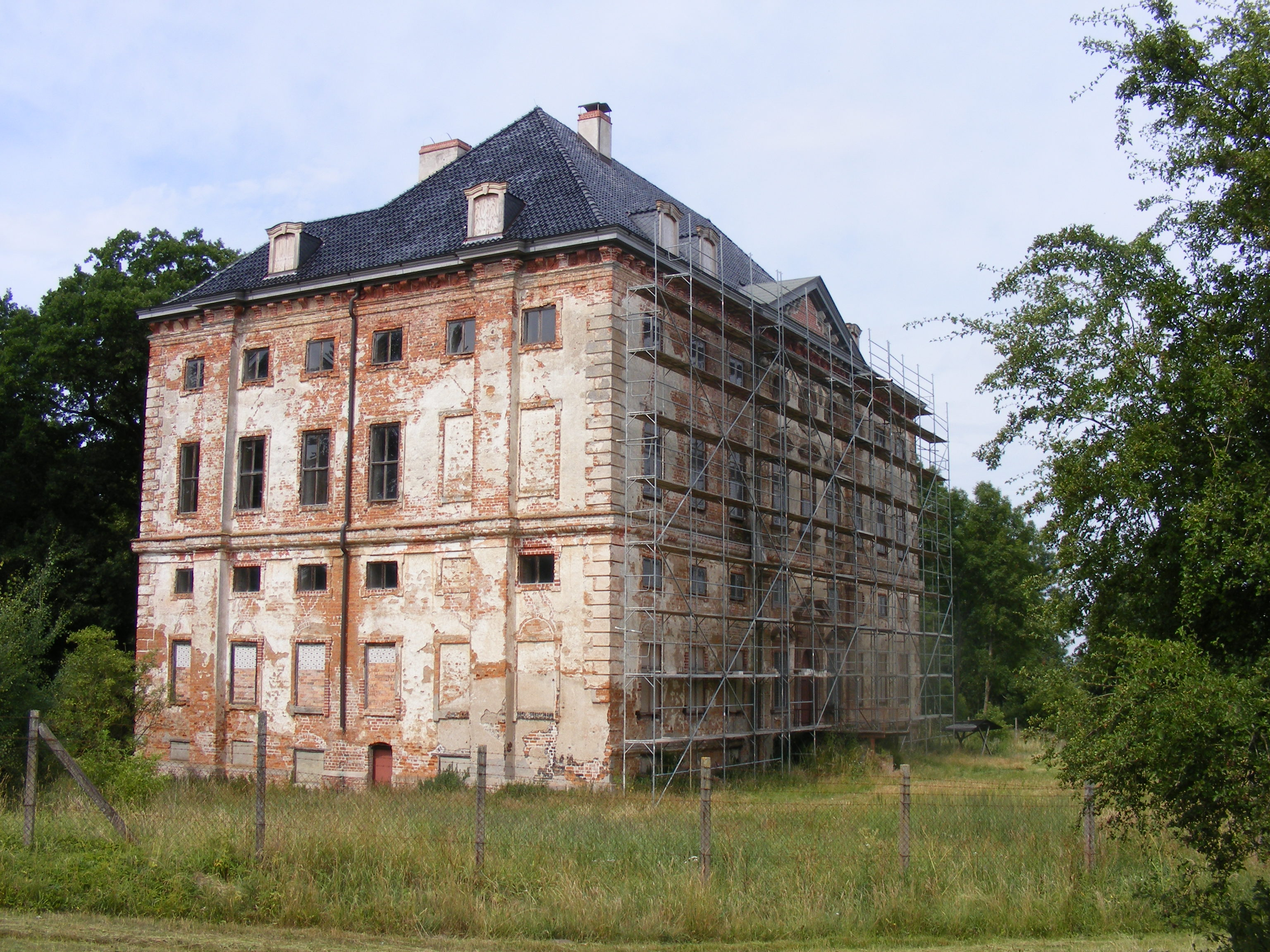
Rossewitz

## Fordítás
- Ez a szócikk részben vagy egészben  a   Laage című német Wikipédia-szócikk fordításán alapul.  Az eredeti cikk szerkesztőit annak laptörténete sorolja fel. Ez a jelzés csupán a megfogalmazás eredetét és a szerzői jogokat jelzi, nem szolgál a cikkben szereplő információk forrásmegjelöléseként.